# Tour de Flandes 1959
El Tour de Flandes 1959, la 43.ª edición de esta clásica ciclista belga. Se disputó el 30 de marzo de 1959.
El ganador fue el belga Rik van Looy, que se impuso con 10 segundos de ventaja en la llegada a Wetteren a un grupo de ciclistas encabezados por los también belgas Frans Schoubben y Gilbert Desmet fueron segundo y tercero respectivamente. 

## Clasificación General
| Posición | Ciclista            | Equipo                            | Tiempo     |
| -------- | ------------------- | --------------------------------- | ---------- |
| 1        | Rik van Looy        | Faema-Guerra                      | 6h 14' 00" |
| 2        | Frans Schoubben     | Peugeot-BP-Dunlop                 | + 10"      |
| 3        | Gilbert Desmet      | Faema-Guerra                      | m. t.      |
| 4        | Arthur Decabooter   | Groene Leeuw-SAS-Sinalco          | m. t.      |
| 5        | Jaap Kersten        | Magneet-Vredestein                | m. t.      |
| 6        | Edgard Sorgeloos    | Faema-Guerra                      | m. t.      |
| 7        | Jean Claude Annaert | Saint-Raphaël-R. Geminiani-Dunlop | m. t.      |
| 8        | Norbert Vantieghem  | Flandria-Dr.Mann                  | m. t.      |
| 9        | Seamus Elliott      | Helyett-Leroux-Fynsec-Hutchinson  | m. t.      |
| 10       | Henri Denijs        | Groene Leeuw-Sas-Sinalco          | m. t.      |